# Circonscription de Béni-Mellal
La circonscription de Béni-Mellal est la circonscription législative marocaine de la province de Béni-Mellal située en région Béni Mellal-Khénifra. Elle est représentée dans la Xe législature par Halim Fouad, Hicham Sabiry, Khalid El Mansouri, Mohamed Marzouk, Abdellah Moussa et Abderrahmane Khayr.

## Historique des députations
| Législature | Début de mandat  | Fin de mandat    | Députés élus | Députés élus          | Députés élus | Députés élus               | Députés élus | Députés élus             | Députés élus | Députés élus                | Députés élus | Députés élus        | Députés élus | Députés élus            |
| ----------- | ---------------- | ---------------- | ------------ | --------------------- | ------------ | -------------------------- | ------------ | ------------------------ | ------------ | --------------------------- | ------------ | ------------------- | ------------ | ----------------------- |
| IXe         | 26 novembre 2011 | 7 octobre 2016   |              | Abdellah Moussa (PJD) |              | Lhoussain El Hansali (PJD) |              | Bennacer Houbaine (PAM)  |              | Abderrahman Feddoule (USFP) |              | Hamid Ibrahimi (MP) |              | Abderrahmane Khayr (PI) |
| Xe          | 8 octobre 2016   | 8 septembre 2021 |              | Abdellah Moussa (PJD) |              | Mohamed Marzouk (PJD)      |              | Khalid El Mansouri (PAM) |              | Halim Fouad (PAM)           |              | Hamid Ibrahimi (MP) |              | Abderrahmane Khayr (PI) |
| XIe         | 9 septembre 2021 | ?                |              | Meriem Ouhssate (PPS) |              | Khalid Mansouri (RNI)      |              | Hicham Sabri (PAM)       |              | Fadel Brass (USFP)          |              | Ahmed Ched (MP)     |              | Abderrahmane Khayr (PI) |

## Historique des élections

### Découpage électoral d'octobre 2011

#### Élections de 2011
| Parti                    | Parti                                         | Voix   | %      | Député(s) élus     |  |
| ------------------------ | --------------------------------------------- | ------ | ------ | ------------------ |  |
|                          | Rassemblement national des indépendants (RNI) | 35 299 | 24,39  | Khalid Mansouri    |  |
|                          | Parti authenticité et modernité (PAM)         | 30 383 | 20,99  | Hicham Sabri       |  |
|                          | Parti de l'Istiqlal (PI)                      | 16 274 | 11,24  | Abderrahmane Khayr |  |
|                          | Union socialiste des forces populaires (USFP) | 12 589 | 8,70   | Fadel Brass        |  |
|                          | Mouvement populaire (MP)                      | 11 169 | 7,72   | Ahmed Ched         |  |
|                          | Parti du progrès et du socialisme (PPS)       | 10 788 | 7,45   | Meriem Ouhssate    |  |
|                          | Alliance de la fédération de gauche (AGD)     | 9 566  | 6,61   |                    |  |
|                          | Parti de la justice et du développement (PJD) | 6 852  | 4,73   |                    |  |
|                          | Mouvement démocratique et social (MDS)        | 6 255  | 4,32   |                    |  |
|                          | Front des forces démocratiques (FFD)          | 3 328  | 2,30   |                    |  |
|                          | Parti socialiste unifié (PSU)                 | 946    | 0,65   |                    |  |
|                          | Parti vert marocain (PVM)                     | 671    | 0,46   |                    |  |
|                          | Parti de l'Espoir (PE)                        | 234    | 0,16   |                    |  |
|                          | Parti démocrate national (PDN)                | 208    | 0,14   |                    |  |
|                          | Parti de la renaissance et de la vertu (PRV)  | 103    | 0,07   |                    |  |
|                          | Parti de la société démocratique (PSD)        | 66     | 0,05   |                    |  |
|                          |                                               |        |        |                    |  |
| Total                    | Total                                         | 16 391 | 100,00 |                    |  |
| Abstentions              | Abstentions                                   | 41 061 | 45,74  |                    |  |
| Inscrits / Participation | Inscrits / Participation                      | 57 452 | 54,26  |                    |  |

#### Élections de 2016
| Parti           | Parti                                                       | Voix   | %     | Député(s) élus     |
| --------------- | ----------------------------------------------------------- | ------ | ----- | ------------------ |
|                 | Parti authenticité et modernité (PAM)                       | 25 846 | 26,46 | Khalid El Mansouri |
| Halim Fouad     | Parti authenticité et modernité (PAM)                       | 25 846 | 26,46 |                    |
|                 | Parti de la justice et du développement (PJD)               | 21 714 | 22,23 | Lahcen Daoudi      |
| Mohamed Marzouk | Parti de la justice et du développement (PJD)               | 21 714 | 22,23 |                    |
|                 | Parti de l'Istiqlal (PI)                                    | 8 501  | 8,70  | Abderrahmane Khayr |
|                 | Mouvement populaire (MP)                                    | 8 110  | 8,30  | Hamid Ibrahimi     |
|                 | Union socialiste des forces populaires (USFP)               | 6 965  | 7,13  |                    |
|                 | Parti démocratique de l'indépendance (PDI)                  | 6 129  | 6,27  |                    |
|                 | Fédération de la gauche démocratique (FGD)                  | 4 860  | 4,98  |                    |
|                 | Union constitutionnelle (UC)                                | 3 202  | 3,28  |                    |
|                 | Rassemblement national des indépendants (RNI)               | 2 687  | 2 443 |                    |
|                 | Parti du progrès et du socialisme (PPS)                     | 2 443  | 2,50  |                    |
|                 | Parti Al Ahd Addimocrati (AHD)                              | 1 891  | 1,94  |                    |
|                 | Parti de la réforme et du développement (PRD)               | 1 478  | 1,51  |                    |
|                 | Parti de la renaissance et de la vertu (PRV)                | 1 389  | 1,42  |                    |
|                 | Parti de l'Espoir (PE)                                      | 1 350  | 1,38  |                    |
|                 | Front des forces démocratiques (FFD)                        | 463    | 0,47  |                    |
|                 | Parti de l'environnement et du développement durable (PEDD) | 301    | 0,31  |                    |
|                 | Fédération de la gauche démocratique (FGD)                  | 181    | 0,19  |                    |
|                 | Mouvement démocratique et social (MDS)                      | 164    | 0,17  |                    |

#### Élections de 2021
| Parti                    | Parti                                         | Voix   | %      | Député(s) élus     |  |
| ------------------------ | --------------------------------------------- | ------ | ------ | ------------------ |  |
|                          | Rassemblement national des indépendants (RNI) | 35 299 | 24,39  | Khalid Mansouri    |  |
|                          | Parti authenticité et modernité (PAM)         | 30 383 | 20,99  | Hicham Sabri       |  |
|                          | Parti de l'Istiqlal (PI)                      | 16 274 | 11,24  | Abderrahmane Khayr |  |
|                          | Union socialiste des forces populaires (USFP) | 12 589 | 8,70   | Fadel Brass        |  |
|                          | Mouvement populaire (MP)                      | 11 169 | 7,72   | Ahmed Ched         |  |
|                          | Parti du progrès et du socialisme (PPS)       | 10 788 | 7,45   | Meriem Ouhssate    |  |
|                          | Alliance de la fédération de gauche (AGD)     | 9 566  | 6,61   |                    |  |
|                          | Parti de la justice et du développement (PJD) | 6 852  | 4,73   |                    |  |
|                          | Mouvement démocratique et social (MDS)        | 6 255  | 4,32   |                    |  |
|                          | Front des forces démocratiques (FFD)          | 3 328  | 2,30   |                    |  |
|                          | Parti socialiste unifié (PSU)                 | 946    | 0,65   |                    |  |
|                          | Parti vert marocain (PVM)                     | 671    | 0,46   |                    |  |
|                          | Parti de l'Espoir (PE)                        | 234    | 0,16   |                    |  |
|                          | Parti démocrate national (PDN)                | 208    | 0,14   |                    |  |
|                          | Parti de la renaissance et de la vertu (PRV)  | 103    | 0,07   |                    |  |
|                          | Parti de la société démocratique (PSD)        | 66     | 0,05   |                    |  |
|                          |                                               |        |        |                    |  |
| Total                    | Total                                         | 16 391 | 100,00 |                    |  |
| Abstentions              | Abstentions                                   | 41 061 | 45,74  |                    |  |
| Inscrits / Participation | Inscrits / Participation                      | 57 452 | 54,26  |                    |  |